# Comuna de Kikół
Kikół (polaco: Gmina Kikół) é uma gminy (comuna) na Polónia, na voivodia de Cujávia-Pomerânia e no condado de Lipnowski. A sede do condado é a cidade de Kikół.
De acordo com os censos de 2004, a comuna tem 7234 habitantes, com uma densidade 73,7 hab/km².

## Área
Estende-se por uma área de 98,2 km², incluindo:
- área agricola: 84%
- área florestal: 2%

## Demografia
Dados de 30 de Junho 2004:
|                      | Total   | Total | Mulheres | Mulheres | Homens  | Homens |
| -------------------- | ------- | ----- | -------- | -------- | ------- | ------ |
|                      | pessoas | %     | pessoas  | %        | pessoas | %      |
| População            | 7234    | 100   | 3607     | 49,9     | 3627    | 50,1   |
| Densidade (pop./km²) | 73,7    | 100   | 36,7     | 36,7     | 36,9    | 36,9   |

De acordo com dados de 2002, o rendimento médio per capita ascendia a 1293,23 zł.

## Subdivisões
- Ciełuchowo, Dąbrówka, Grodzeń, Hornówek, Janowo, Jarczechowo, Kikół, Kikół-Wieś, Kołat-Rybniki, Konotopie, Lubin, Moszczonne, Sumin, Trutowo, Walentowo, Wola, Wolęcin, Wymyślin, Zajeziorze.

## Comunas vizinhas
- Chrostkowo, Czernikowo, Lipno, Zbójno